# Viladebages
Viladebages és una masia del municipi d'Olius inclosa en l'Inventari del Patrimoni Arquitectònic de Catalunya.

## Descripció
Masia de planta rectangular i teulada a dos vessants. Orientada nord- sud. Porta principal a la cara est, d'arc de mig punt i adovellada. Planta baixa i dos pisos; la planta baixa, amb sòl de pedra i volta, conserva encara (en mal estat) el forn i la premsa de vi. Parament de carreus irregulars. Diversa tipologia d'obertures amb llinda de pedra picada.
Està situada al cap del serrat del marge dret del Riu Negre, a llevant de la masia del Pla de Godall, des d'on s'hi accedeix per pista de terra. Sota la masia es troba l'església de Sant Julià de Viladebages.

## Història
Es tenen notícies de la masia de Viladebages, des del segle xi. L'any 1072, era la propietària Ledgarda, que ho cedí a Santa Maria de Solsona. Vers la segona meitat de la setzena centúria la situació econòmica del mas anava decaient i l'amo es venia terres. Al segle xvi, vers l'any 1586, la mestressa era Anna Mas, vídua de l'honorable Magistrat Algutzí del Regne, ciutadà de Barcelona. Aquesta senyora feu procurador seu per la seva casa a Antoni Joan Rebollosa.